# De Keyserlei

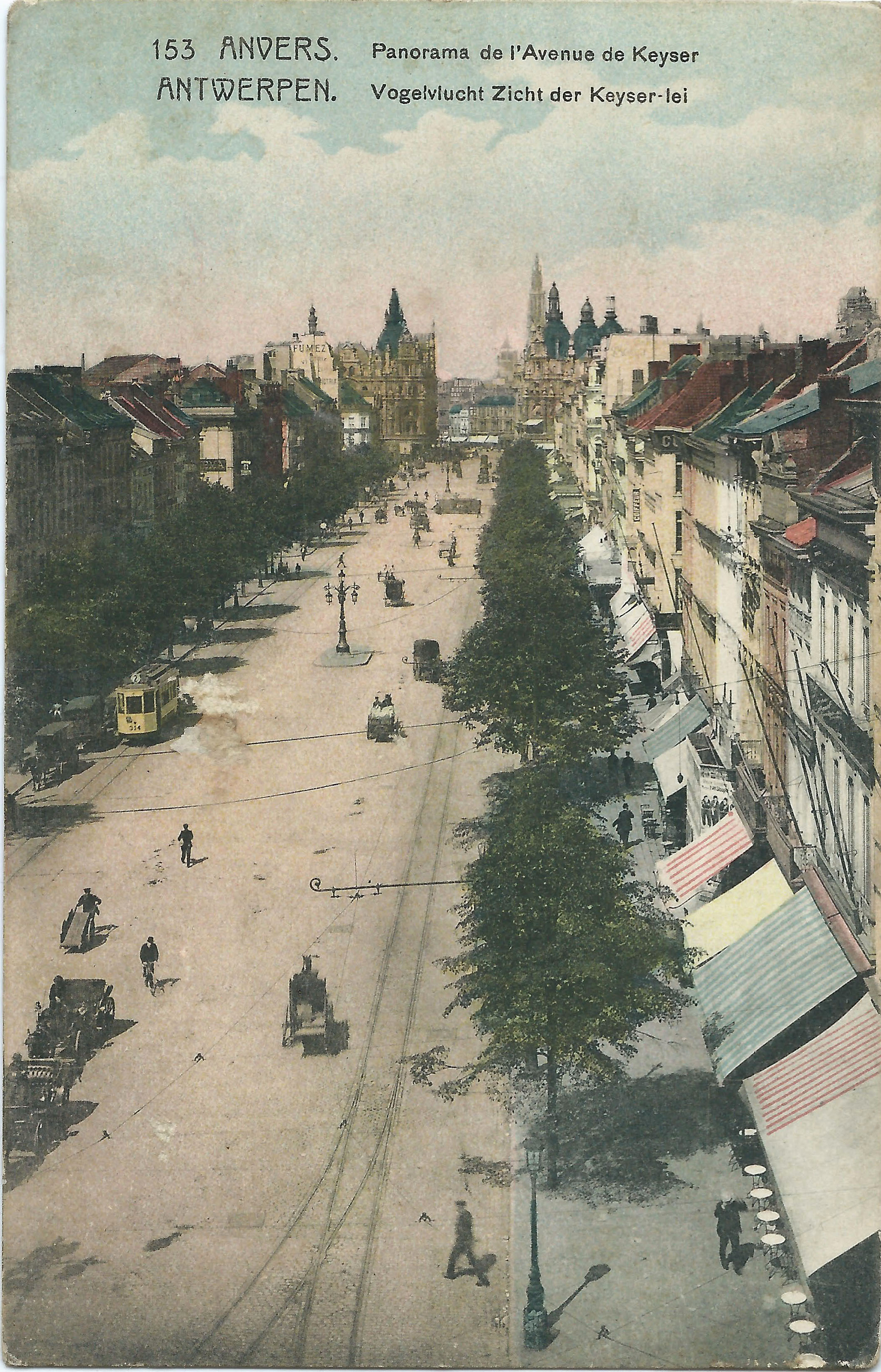
De Keyserlei tussen 1905 en 1914

De Keyserlei (vaak ook gewoon Keyserlei genoemd) is een straat in het centrum van de Belgische stad Antwerpen. Deze (De) Keyserlei verbindt het station Antwerpen Centraal (Pelikaanstraat) met de Teniersplaats en de Leien (Frankrijklei). Aan deze brede winkelstraat bevinden zich twee premetrostations: 'Diamant' (aan het Centraal station) en 'Opera' (aan de Leien). De (De) Keyserlei was de eerste belangrijke uitvalsweg die niet op een vroegere stadspoort aansloot. Het eerste gedeelte van de Frankrijklei tot de Breydelstraat dateert uit 1867. Het laatste stuk tot aan het station kwam er in 1873. Aanvankelijk droeg de straat de namen Tenierslei en Wapperslei. In 1893 kreeg ze de huidige naam, naar Nicaise de Keyser.
Aan de hoek met de (De) Keyserlei staat ook het hoogste gebouw en tweede hoogste bouwwerk van Antwerpen: de Antwerp Tower. Ook bevindt zich hier een belangrijk voorbeeld van art deco: het Century Center.

## Heraanleg
Op 5 september 2011 werd er gestart met anderhalf jaar durende werken om de (De) Keyserlei in haar oorspronkelijke conditie te herstellen. De bomen werden gerooid, die zouden het zicht op het Centraal Station hinderen. Verder moesten alle terrassen verdwijnen en ook de voorbouwtjes van alle horecazaken werden afgebroken, wat gepaard ging met een volledige gevelrestauratie.